# Éléments culturels du bouddhisme
Les éléments culturels du bouddhisme, très nombreux, varient dans chaque région. Voir : 
- Cuisine bouddhique

- Art bouddhique
  - Buddharupa
  - Art japonais
  - Art gréco-bouddhique

- Fêtes 
  - Utagaki

- Musique bouddhique
  - Honkyoku
  - Chant bouddhiste
    - Shomyo